# Austrijska cesta u Starom Gradu
Austrijska cesta, cestovni infrastrukturni objekt u Starom Gradu, zaštićeno kulturno dobro.

## Opis
Ulomak od 150 metara sačuvane izvorne austrijske ceste građene početkom 19. stoljeća. nalazi se na predjelu Vratenici (nominativ: Vratenica). Građena je u tehnici suhozida od manjih kamenih tesanaca širine oko 4 metra i visine 1-2 metra ovisno o nagibu okolnog terena.

## Zaštita
Pod oznakom Z-6451 zavedena je kao nepokretno kulturno dobro - pojedinačno, pravna statusa zaštićena kulturnog dobra, klasificirano kao "ostalo".